# Indisk silvernäbb
Indisk silvernäbb (Euodice malabarica) är en fågel i familjen astrilder inom ordningen tättingar.

## Utseende
Indisk silvernäbb är en liten fågel, endast 11–12 centimeter lång, med en kraftig och silvergrå näbb. Ovansidan är enfärgad ljusbrun och undersidan vitaktig men bruntonad på sidan. Handpennorna är svarta, liksom stjärten som är lång och tillspetsad. övre stjärttäckarna är iögonfallande vita. Könen är lika.

## Läten
Bland lätena hörs exalterade men ändå lågmälda "chip chip" och "see sip".

## Utbredning och systematik
Arten förekommer naturligt från Arabiska halvön till sydöstra Iran, Indien, Sri Lanka, Nepal och Sikkim. Den har vidare införda frilevnade populationer på olika platser i världen, bland annat i Bahrain, Kuwait, Saudiarabien, Qatar, Israel, Jordanien, Puerto Rico och Hawaiiöarna. Det finns även sedan 1990 en etablerad population i franska Nice.

### Släktestillhörighet
Fågeln placerades tidigare i Lonchura, men vissa författare föreslog att den istället tillsammans med afrikansk silvernäbb skulle urskiljas till Euodice. Detta var mycket omdiskuterat, men senare studier bekräftade att de endast är avlägset släkt.

## Ekologi
Den indiska silvernäbben frekventerar torrt och öppet busklandskap och odlingsbygd, ibland nära vatten, i närheten av Himalaya upp till 1200 meters höjd. Detta är en orädd fågel som har sociala vanor, även under häckningstid. Den kan ses i flockar om upp till 60 individer, konstant kvittrande under födosöket på marken eller i låga buskar och gräs. Fågeln livnär sig huvudsakligen av frön, men även säd, insekter och nektar.

### Häckning
Häckningssäsongen är utdragen och varierar geografiskt, vintertid i södra Indien och efter sommaren i norra Indien. Det slarviga bollformade boet av gräs med en öppning på sidan placeras lågt i buskage, ibland i gamla bon av bayavävare, till och med bebodda sådana. Ibland kan de bygga sina bon nedanför stork- eller gambon. Honan kan lägga sina ägg i andras bon. Kullen varierar från fyra till åtta ägg som ruvas av båda föräldrarna i cirka elva dagar. Observationer visar att fler än ett par kan ses vid ett bo, vilket kan tyda på att andra individer än föräldrarna hjälper till.

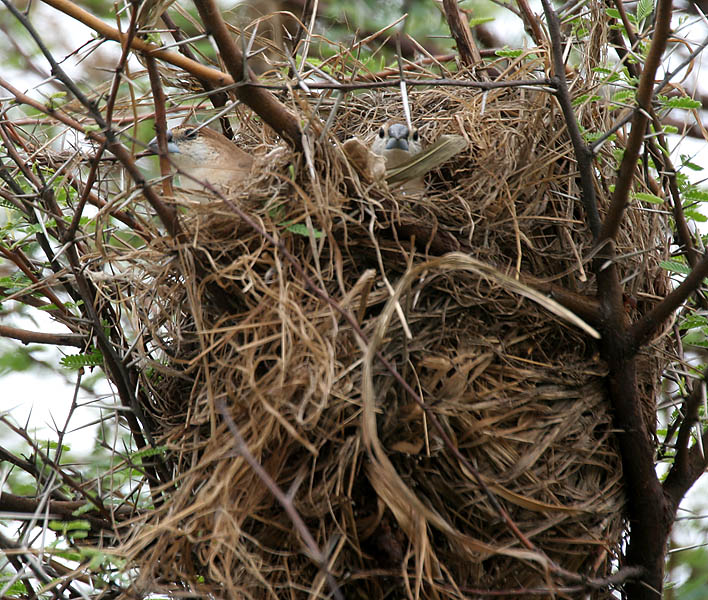
Bo i en Acacia.

## Status och hot
Arten har ett stort utbredningsområde och en stor population med stabil utveckling som inte tros vara utsatt för något substantiellt hot. Utifrån dessa kriterier kategoriserar internationella naturvårdsunionen IUCN arten som livskraftig (LC). Världspopulationen har inte uppskattats, men den beskrivs som vanlig.